# Майор Вихрь (роман)
«Майор Вихрь» — роман из цикла о работе советского разведчика Штирлица, он же Максим Максимович Исаев. Написан в 1965 году Юлианом Семёновым. Впоследствии будет написана предшествующая по хронологии действия книга о Штирлице «Третья карта». Центральным персонажем книги является не сам Штирлиц, а группа диверсантов, в которую входит и его сын, Александр Исаев. В 1967 году по книге был снят одноимённый фильм. 

 Предварительные рабочие названия романа: "Резидент Вихрь", "Вихрь" .  От  названия "Резидент Вихрь" автор отказался, так как в 1965 г. в журнале "Огонек" была опубликована повесть В. Востокова и О. Шмелева "Последняя ошибка резидента" - начало цикла, известного впоследствии по экранизации "Ошибка резидента" . Впервые отрывки из романа были опубликованы в газете "Труд" 5-8 октября 1965 г., с сообщением, что полностью роман будет опубликован в журнале "Москва"; но из-за долгого рецензирования в КГБ публикация была перенесена из "Москвы"  в молодежный журнал "Смена" (1966, № 20-24; 1967, № 1-4) . 

Прототипом руководителя советских разведчиков стали трое офицеров — Евгений Березняк (1-й Украинский фронт), Алексей Ботян (из штаба 4-го Украинского фронта) и Овидий Горчаков (из штаба 1-го Белорусского фронта).

## Сюжет
Действие происходит в июне 1944 – январе 1945 года, в оккупированном немцами Кракове. Гитлеровское командование готовит подрыв города. Чтобы не допустить этого, советская фронтовая разведка десантирует в окрестностях города группу диверсантов, которой командует майор «Вихрь». В группу входят Вихрь, «Коля» и радистка «Аня». После «зондирования» местности и ряда не очень удачных операций они решают убить «нацистского палача Штирлица», но он оказывается отцом Коли — Максимом Исаевым, законспирированным советским разведчиком. Он помогает группе, прикрывая её.
На сотрудничество с советскими диверсантами идёт немецкий полковник Берг, обладающий ценными сведениями. Коля отвозит Берга в Прагу, а Вихрь, Аня и польские подпольщики, когда уже вот-вот грянет взрыв, повреждают кабель. Люди СС идут по кабелю, чтобы проверить его целостность, и небольшая группа диверсантов удерживает оборону два часа. Когда же все погибли, эсэсовцы вынуждены отступить — по шоссе движутся русские танки. Коля в Праге из сообщения по радио узнаёт о том, что его товарищи награждены посмертно, и выйдя на встречу со связным, продолжает борьбу…